# Philodromus margaritatus
Philodromus margaritatus ist eine in Mitteleuropa heimische Spinnenart aus der Familie der Laufspinnen (Philodromidae).

## Beschreibung
Die Weibchen erreichen eine Körperlänge von 5 bis 6 mm, die Männchen von ca. 5 Millimetern, damit gehört die Art zu den mittelgroßen einheimischen Laufspinnen. Philodromus margaritatus zeigt einen deutlichen Geschlechtsdimorphismus hinsichtlich Farbe und Zeichnung. Die Weibchen sind weißlich bis hellbraun gefärbt, die Männchen deutlich dunkler, beide besitzen gleich lange Beinpaare mit schwarz-braunen Flecken. Männchen und Weibchen besitzen auffällige Stacheln am Ende des Opisthosomas (Hinterkörper). Neben zwei Tarsalklauen besitzt die Art ausgeprägte Hafthaar-Polster, womit sie sich auch auf glatten Flächen sicher fortbewegen können. Insgesamt ist der Körper abgeplattet, was ihrem Lebensraum unter der Baumrinde geschuldet ist.

## Verbreitung und Lebensraum
Die Art ist in Mitteleuropa weit verbreitet. Philodromus margaritatus bewohnt bevorzugt Nadelwälder, ist aber auch in Laubwäldern anzutreffen und hält sich in der Regel auf oder unter der Baumrinde auf, wo sie auch überwintert.

## Lebensweise
Philodromus margaritatus baut keine Fangnetze und jagt ihre Beute, kleine Insekten und Ameisen, freilaufend auf oder unter der Baumrinde und ist weniger ein Lauerjäger. Sie kann dabei ziemlich große Geschwindigkeiten erreichen.